# Friedrich Eckstein (Ingenieur)
Friedrich Eckstein (* 26. Dezember 1933 in Darmstadt; † 22. November 2018 in Fränkisch-Crumbach) war Hochschulprofessor im Fach Maschinenbau an der Technischen Universität Darmstadt. Er war maßgeblich am Zustandekommen und der wissenschaftlichen Nutzung internationaler Kontakte der TU Darmstadt beteiligt.

## Leben
1933 in Darmstadt geboren, machte Friedrich Eckstein 1954 sein Abitur am dortigen Ludwigs-Realgymnasium (heute Lichtenbergschule). Er nahm das Studium an der Technischen Hochschule Darmstadt auf und wurde 1964 zum Dr.-Ing. (Doktor-Ingenieur) promoviert.
Friedrich Eckstein war seit 1962 verheiratet und hat zwei Kinder.
Nach seiner Habilitation 1968 erhielt er eine Professur im Fachbereich Maschinenbau der Technischen Hochschule Darmstadt, die er bis zu seiner Emeritierung 1999 innehatte.

## Forschung und Lehre
Friedrich Eckstein befasste sich in seinen wissenschaftlichen Arbeiten im Bereich Fertigungstechnik und Werkzeugmaschinen vor allem mit Werkzeug- und Vorrichtungsbau, mit spanenden und umformenden Werkzeugmaschinen und Fertigungsmesstechnik einschließlich der Qualitätssicherung hierfür.
Im Sinne einer Praxis-Anbindung entwickelte er für die Klein- und mittelständische Industrie ein problemorientiertes Begleitprogramm, das als „Technisch-innovative Betriebsanalyse“ einerseits die Studierenden an die betriebliche Praxis heranführt und andererseits den Betrieben Ansätze und Lösungen für Rationalisierungsschritte und Qualitätssicherung aufzeigt.

## Internationale Kontakte
Zwischen 1975 und 1980 hielt sich Friedrich Eckstein mehrfach in ostasiatischen Ländern auf, um dort im Auftrag des Bundesministerium für Bildung und Wissenschaft die Maschinenbau-Ingenieurausbildung auf das „Darmstädter Modell“ einzustellen, so an der Chulalongkorn-Universität in Bangkok und der Chungnam-Nationaluniversität in Daejeon (Südkorea). 
Als Vizepräsident der TU Darmstadt war er dann für die wissenschaftlichen Außenkontakte der TU Darmstadt zuständig, diese Aufgabe führte ihn wieder zu den Universitätspartnern in Thailand, Südkorea, China und nach Ulan Bator in die Mongolei, um Studienpläne im Maschinenbau international kompatibel zu gestalten. 
In diesem Zusammenhang war Eckstein über einige Jahre auch externes Mitglied der Promotionskommission der Universität Novi Sad, Jugoslawien.

## Innerdeutsche Wende
1990 wurde Friedrich Eckstein von der Hessischen Landesregierung und der Treuhandanstalt Berlin beauftragt, fünf Schleifmaschinen-Fabriken in Berlin (BWF, Mikrosa), Chemnitz (Schleifmaschinenwerk) und Leipzig wettbewerbsfähig in die freie Marktwirtschaft zu überführen. Aus diesen ehemaligen VEB konnte so unter der Führung der Körber-Gruppe die Schleifring-Gruppe entstehen.

## Nebentätigkeiten
Friedrich Eckstein besaß eine besondere Vorliebe für das Eisenbahnwesen. Er hat für die Achenseebahn, eine Schmalspur-Zahnradbahn am Achensee in Tirol, Österreich, ein Sanierungskonzept entwickelt und damit geholfen, deren Stilllegung zu verhindern. 
Er behandelte auch die Geschichte der Gersprenztalbahn, einer privaten Nebenbahn im Odenwald.
Ehrenamtlich widmete sich Friedrich Eckstein der Heimatforschung und dem Erhalt von Kulturdenkmälern in Südhessen. Er ist Mitbegründer des Vereins Museumsstraße Odenwald-Bergstraße, welcher sich dieser Aufgabe widmet. Friedrich Eckstein bearbeitete dabei im Besonderen Meilensteine der Technikgeschichte im Odenwald.

## Veröffentlichungen
- Neue Technologien in der Berufsbildung. Schriftenreihe Wissenschaft und Technik THD 1988 (Mitverfasser)
- Kulturelle Entdeckungen Odenwald-Bergstraße. Verlag Darmstädter Echo 1995 (Mitherausgeber)